# Nur-ahum

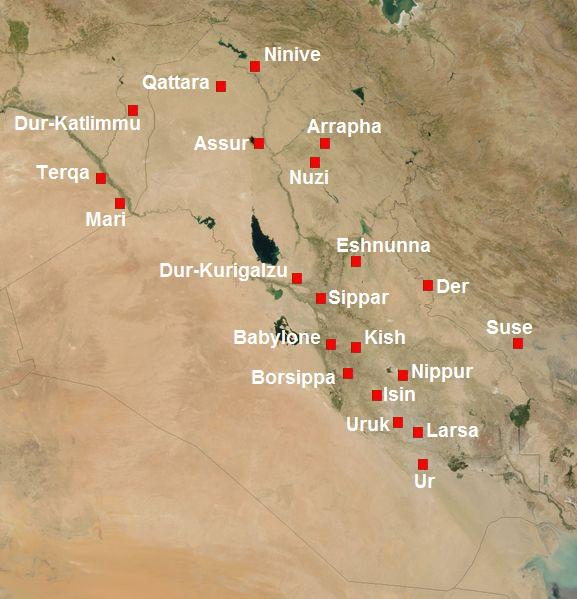
Mapa południowej Mezopotamii w II tys. p.n.e. z zaznaczoną Esznunną.

Nur-ahum – król Esznunny, następca i najprawdopodobniej syn Szu-iliji. Panował na przełomie XXI/XX w. p.n.e. Za czasów jego rządów stosunki z Elamem i Subartu pozostawały napięte i sprzymierzyć się musiał z Iszbi-Errą, potężnym królem Isin. Wzmiankowany jest w sumeryjskim liście do Ibbi-Suena. Cegły z jego standardową inskrypcją znalezione zostały w Ur.